# Міддлтаун Тауншип (Нью-Джерсі)
Міддлтаун Тауншип (англ. Middletown Township) — селище (англ. township) в США, в окрузі Монмаут штату Нью-Джерсі. Населення — 67 106 осіб (2020).

### Клімат
| Клімат : Міддлтаун Тауншип | Клімат : Міддлтаун Тауншип | Клімат : Міддлтаун Тауншип | Клімат : Міддлтаун Тауншип | Клімат : Міддлтаун Тауншип | Клімат : Міддлтаун Тауншип | Клімат : Міддлтаун Тауншип | Клімат : Міддлтаун Тауншип | Клімат : Міддлтаун Тауншип | Клімат : Міддлтаун Тауншип | Клімат : Міддлтаун Тауншип | Клімат : Міддлтаун Тауншип | Клімат : Міддлтаун Тауншип | Клімат : Міддлтаун Тауншип |
| Показник                   | Січ.                       | Лют.                       | Бер.                       | Квіт.                      | Трав.                      | Черв.                      | Лип.                       | Серп.                      | Вер.                       | Жовт.                      | Лист.                      | Груд.                      | Рік                        |
| Середній максимум, °C      | 3,3                        | 5,0                        | 8,9                        | 15,0                       | 20,6                       | 26,1                       | 28,3                       | 28,3                       | 25,0                       | 18,3                       | 12,2                       | 6,7                        | 16,5                       |
| Середній мінімум, °C       | −2,8                       | −2,8                       | 1,1                        | 5,6                        | 11,1                       | 16,7                       | 20,0                       | 20,0                       | 16,1                       | 10,0                       | 5,0                        | 0,0                        | 8,4                        |
| Норма опадів, мм           | 89                         | 76                         | 99                         | 98                         | 102                        | 112                        | 125                        | 106                        | 98                         | 102                        | 88                         | 94                         | 1189                       |
| -------------------------- | -------------------------- | -------------------------- | -------------------------- | -------------------------- | -------------------------- | -------------------------- | -------------------------- | -------------------------- | -------------------------- | -------------------------- | -------------------------- | -------------------------- | -------------------------- |
| Джерело:                   |                            |                            |                            |                            |                            |                            |                            |                            |                            |                            |                            |                            |                            |

## Демографія
Згідно з переписом 2010 року, у селищі мешкали 66 522 особи в 23 962 домогосподарствах у складі 18 241 родини. Було 24959 помешкань
Расовий склад населення:
| - 93,9 % — білих - 2,6 % — азіатів - 1,3 % — чорних або афроамериканців - 0,1 % — корінних американців |

До двох чи більше рас належало 1,3 %. Частка іспаномовних становила 5,4 % від усіх жителів.
За віковим діапазоном населення розподілялося таким чином: 24,4 % — особи молодші 18 років, 61,6 % — особи у віці 18—64 років, 14,0 % — особи у віці 65 років та старші. Медіана віку мешканця становила 42,5 року. На 100 осіб жіночої статі у селищі припадало 93,7 чоловіків;  на 100 жінок у віці від 18 років та старших — 91,1 чоловіків також старших 18 років.
Середній дохід на одне домашнє господарство  становив 128 518 доларів США (медіана — 102 474), а середній дохід на одну сім'ю — 148 925 доларів (медіана — 124 086). Медіана доходів становила 87 618 доларів для чоловіків та 60 592 долари для жінок. За межею бідності перебувало 4,5 % осіб, у тому числі 4,5 % дітей у віці до 18 років та 6,0 % осіб у віці 65 років та старших.
Цивільне працевлаштоване населення становило 32 682 особи. Основні галузі зайнятості: освіта, охорона здоров'я та соціальна допомога — 21,4 %, фінанси, страхування та нерухомість — 13,8 %, науковці, спеціалісти, менеджери — 11,9 %, роздрібна торгівля — 10,7 %.